# مقاطعة قوبا

محافظة قوبا في جمهورية أذربيجان

قوبا أو قُبه مقاطعة في شمال جمهورية أذربيجان . ومركز هذه المقاطعة مدينة قوبا .
يشكل الأتراك الأذريين معظم سكان المقاطعة مع وجود أقلية من شعب داغستان .

## معرض صور

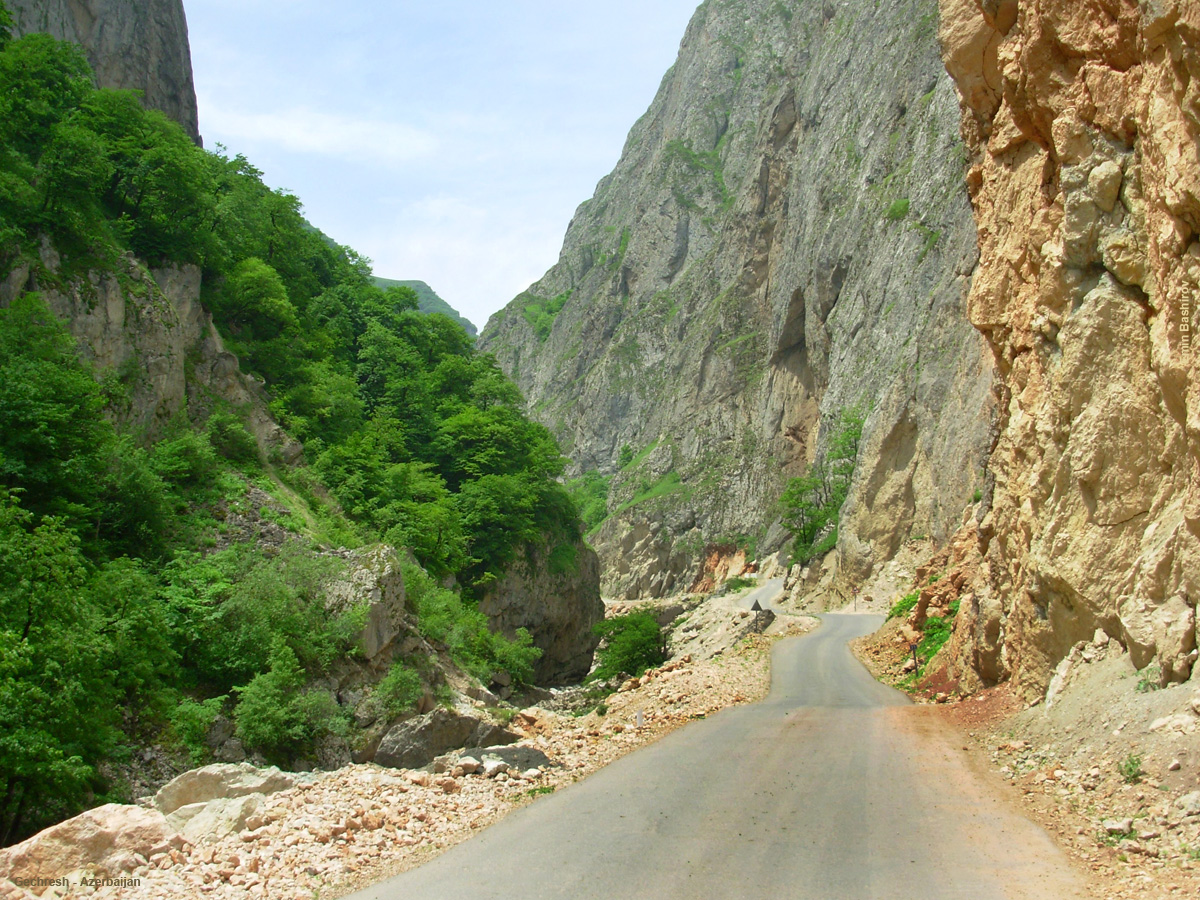
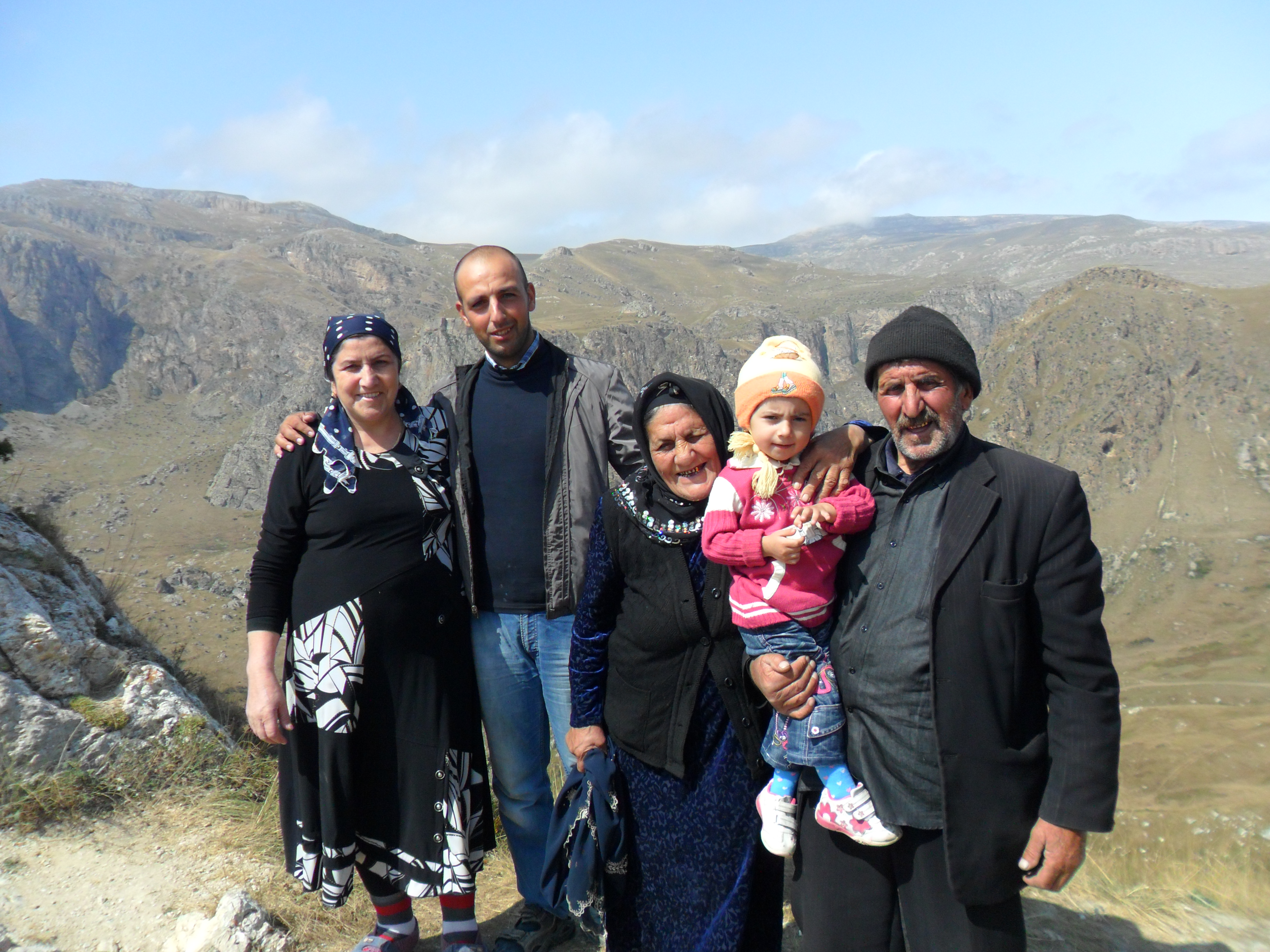
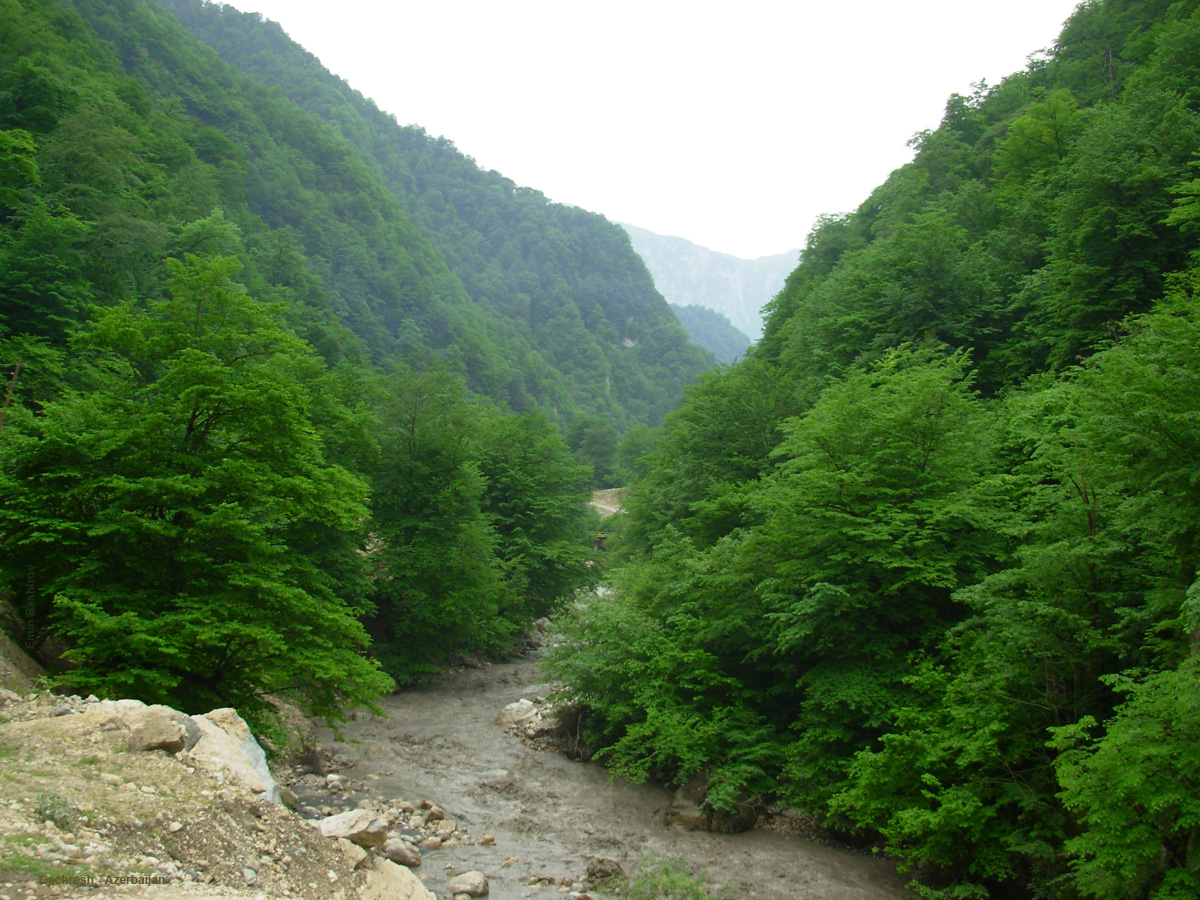
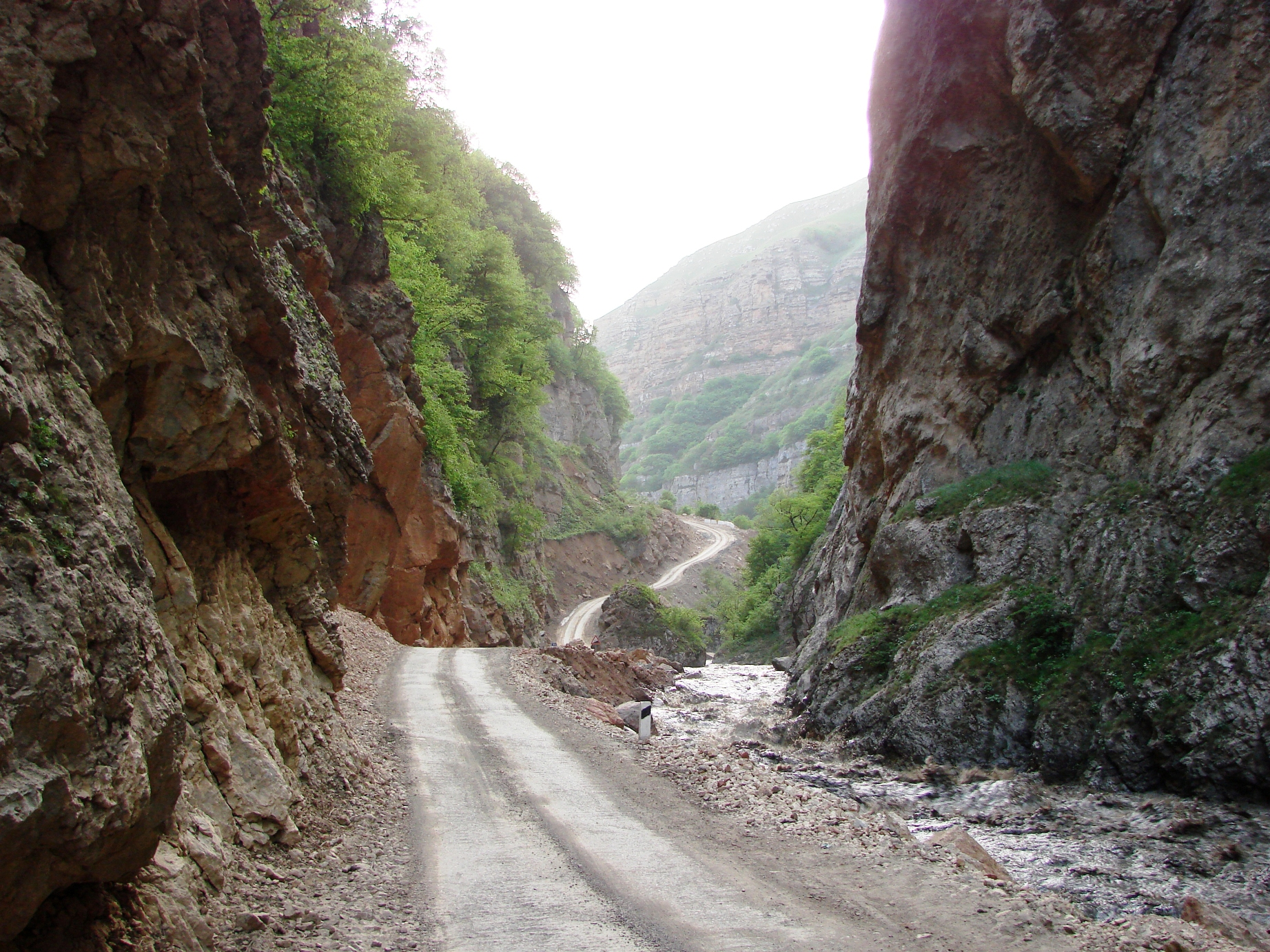
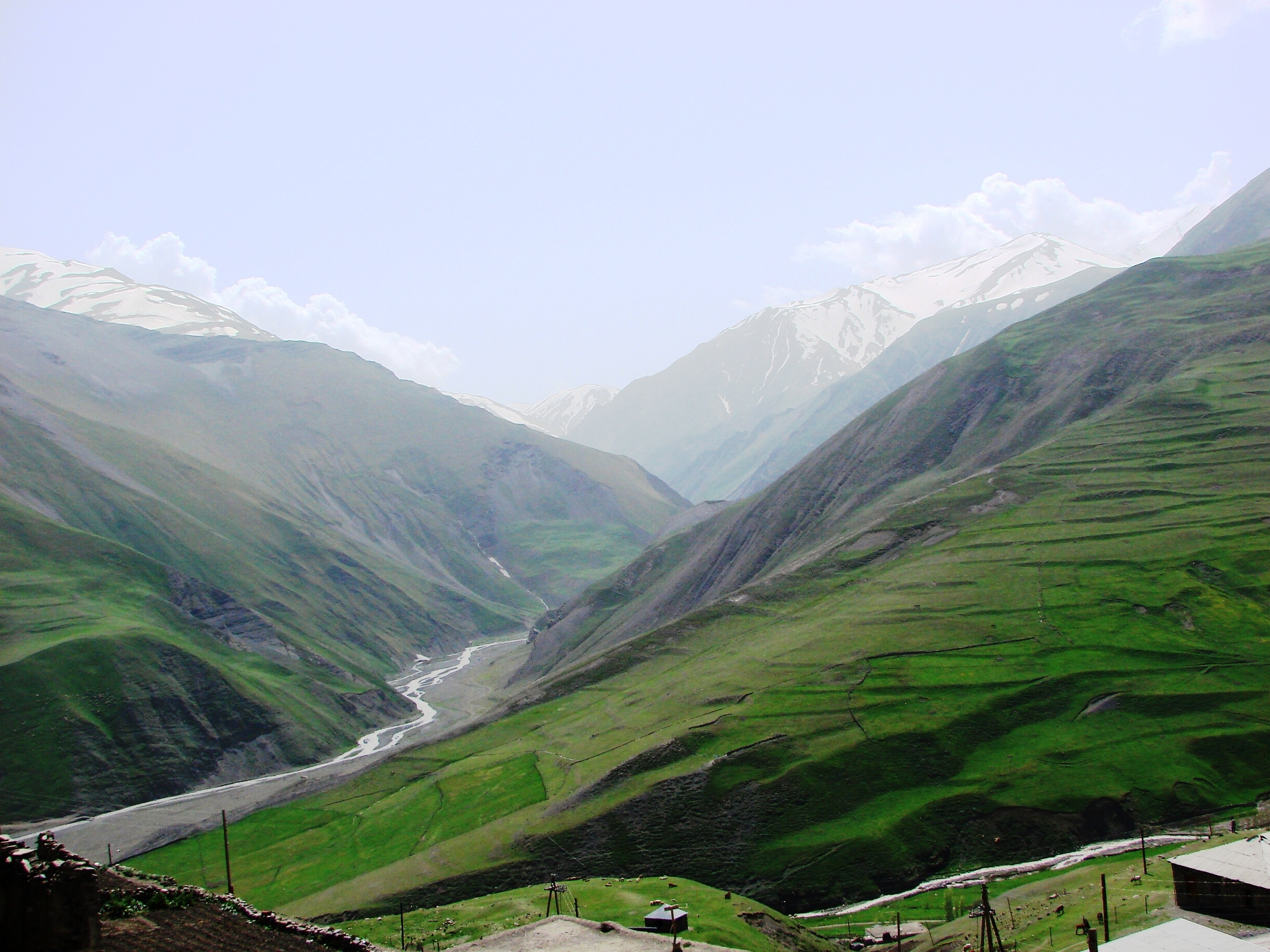
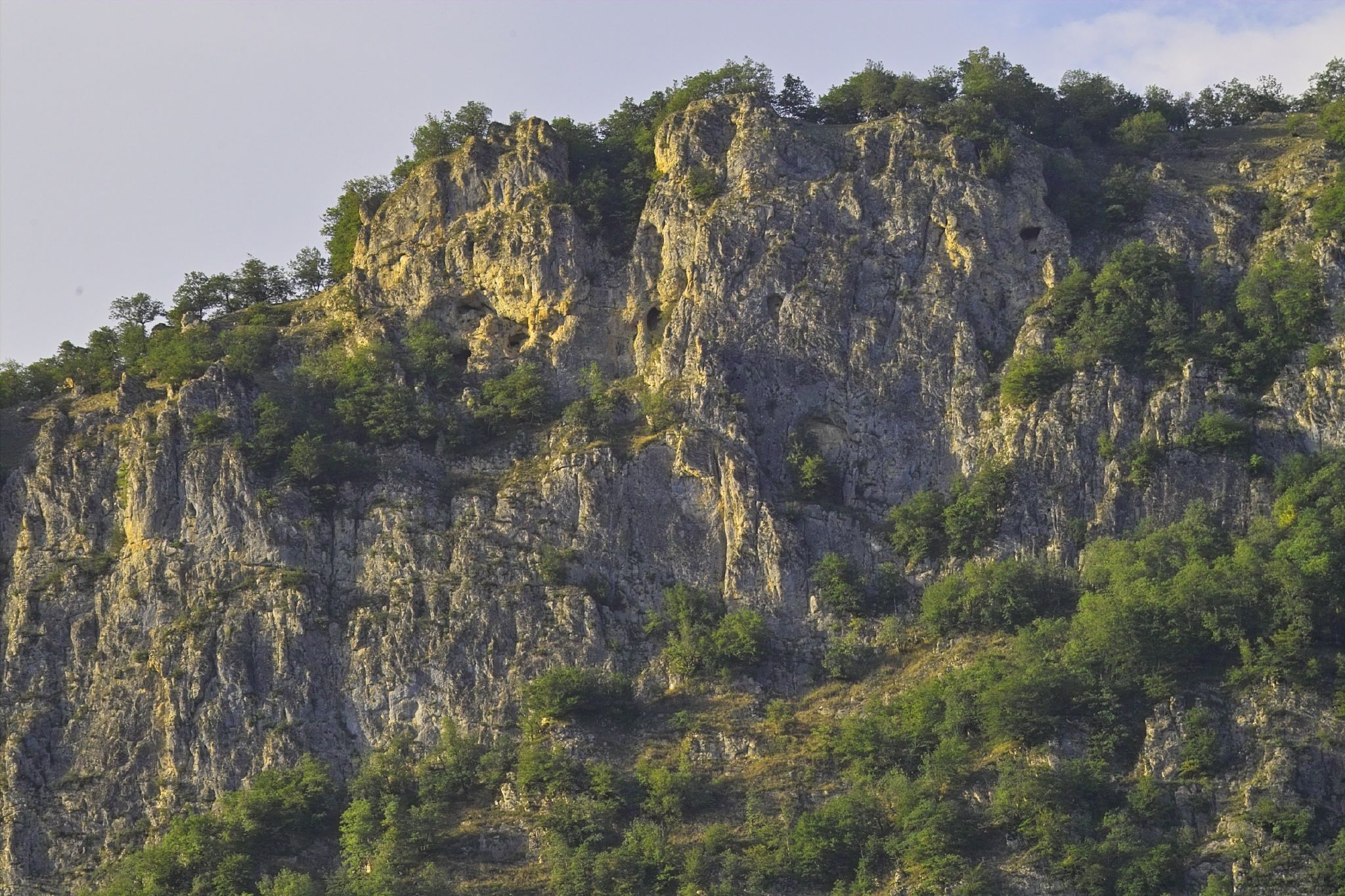